# Премія YUNA за найкращий хіп-хоп хіт
«YUNA» — щорічна українська щорічна національна професійна музична премія, заснована у 2011 році. Премія за найкращий хіп-хоп хіт вручається, починаючи із восьмої церемонії, на якій вшановувалися досягнення у музиці за 2018 рік. Крім неї, з цього року почали вручати дві інші жанрові нагороди: за найкращий естрадний та електронний хіти..

## Номінанти та переможці (2019—2022)

### 2019
- Alina Pash - «Bitanga»
  - Mozgi - «Алё, алё»
  - TamerlanAlena - «Покопокохай»
  - alyona alyona - «Рибки»
  - MamaRika - «Файно»

### 2020
- alyona alyona та Аліна Паш — «Падло»
  - «Mozgi» — «999»
  - Youra — «Praktika»
  - MamaRika — «Проліски»
  - alyona alyona — «Пушка»